# 丹尼尔·斯特凡
丹尼尔·斯特凡（德語：Daniel Stephan，1973年8月3日—），德国男子手球运动员。他曾代表德国参加1996年、2000年和2004年夏季奥林匹克运动会手球比赛，其中2004年奥运会获得一枚银牌。